# Kick-Ass 2
Kick-Ass 2 är en amerikansk-brittisk superhjältefilm som hade premiär den 16 augusti 2013. Filmen är en uppföljare till Kick Ass och är regisserad av Jeff Wadlow.
Filmen inspelades i Kanada och England år 2012 och släpptes den 14 augusti 2013 i Storbritannien och den 16 augusti i USA och Sverige. Kick-Ass 2 tjänade 60 miljoner dollar på en budget på 28 miljoner dollar, och enligt Rotten Tomatoes ansåg många kritiker att filmen var underlägsen än föregångaren.

## Handling
Två år efter Damon Macreys död och besegrandet av Frank D'Amico, är Dave Lizewski uttråkad efter att ha avgått från att bekämpa brott som Kick-Ass, han börjar träna med Hit-Girl (Mindy Macready) för att bli en riktig hjälte. Efter sin fars död, dödar Chris D'Amico oavsiktligt sin egen mor som förnekar omständigheterna om sin makes död, genom att kortsluta hennes solarium. Nu när han kontrollerar sin fars kriminella imperium, beslutar sig Chris att bli en superskurk med namnet The Motherfucker och anpassar en BDSM-kostym till sin dräkt och sätter ihop ett gäng av superskurkar som kallas Toxic Mega Cunts med sin assistent Javier, Chris svär hämnd på Kick-Ass. De andra ledande medlemmarna i Toxic Mega Cunts inkluderar afroamerikanska UFC-kämpen Black Death, dvärg torpeden The Tumor, tidigare Triad-gängmedlemen Genghis Carnage och den enda kvinnan i laget, före detta ryska livvakten Mother Russia.

## Rollista (i urval)
- Aaron Taylor-Johnson – Dave Lizewski / Kick-Ass
- Christopher Mintz-Plasse – Chris D'Amico / Red Mist / The Motherfucker[2]
- Chloë Grace Moretz – Mindy Macready / Hit-Girl
- Jim Carrey – Sal Bertolinni / Colonel Stars and Stripes[3]
- Donald Faison – Doctor Gravity[2]
- Clark Duke – Marty Eisenberg / Battle Guy[2]
- Morris Chestnut – Sergeant Marcus Williams
- John Leguizamo – Javier
- Lindy Booth – Night Bitch[2]
- Augustus Prew – Todd Haynes / Ass-Kicker
- Olga Kurkulina – Mother Russia
- Robert Emms – Insect Man[2]
- Garrett M. Brown – James Lizewski
- Iain Glen – Ralph D'Amico
- Daniel Kaluuya – Black Death
- Andy Nyman – The Tumor
- Yancy Butler – Angie D'Amico
- Lyndsy Fonseca – Katie Deauxma
- Claudia Lee – Brooke
- Enzo Cilenti – Lou
- Tanya Fear – Harlow
- Ella Purnell – Dolce
- Chuck Liddell – Sig själv

## Produktion
Den 8 maj 2012 rapporterades det att en uppföljare skulle distribueras av Universal Studios, och att Matthew Vaughn hade valt Jeff Wadlow, som också skrev manuset, att regissera uppföljaren. Senare samma månad inledde Aaron Taylor-Johnson och Chloë Grace Moretz förhandlingar om att återupprepa sina roller som Kick-Ass respektive Hit-Girl. Chad Gomez Creasy och Dara Resnik Creasy utförde okrediterat arbete på Wadlows manus för att göra Hit-Girl mer feminin och mindre hänsynslös mot bakgrund av Moretzs äldre ålder. I juli 2012 bekräftade Christopher Mintz-Plasse att han skulle återvända som Chris D'Amico som blir superskurken The Motherfucker. Mintz-Plasse uttryckte lättnad från att en våldtäkt och barnmord från serietidningen skulle inte inkluderas i filmen och fortsatte med att jämföra gängvåldet i berättelsen med filmen The Warriors. Morris Chestnut bekräftades att ersätta Omari Hardwick som Hit-Girl's beskyddare Marcus Williams.

## Mottagande
På Rotten Tomatoes har filmen ett godkännande på 32% baserat på 207 recensioner och ett genomsnittligt betyg på 4,86/10. På Metacritic har filmen ett medelvärde på 41 av 100, baserat på 35 kritiker, vilket indikerar "blandade eller genomsnittliga recensioner".
Manohla Dargis från The New York Times sa "Det finns inget bra att säga om Kick-Ass 2, den ännu mer dumma, glädjelösa uppföljningen av Kick-Ass." Dargis kritiserade vidare misogynin och de dåligt levererade skämten, liksom regissörens misslyckande med att förstå den fruktansvärda skönheten i våldsamma bilder.

## Kontrovers
Flera månader innan Kick-Ass 2 släpptes drog Jim Carrey tillbaka sitt stöd från filmen på grund av mängden våld i den i kölvattnet av Massakern i Newtown. Carrey skrev: "Jag gjorde Kick-Ass en månad innan Sandy Hook och nu kan jag inte i gott samvete stödja den våldsnivån. Jag ber om ursäkt till andra som är involverade i filmen. Jag skäms inte för det men de senaste händelserna har orsakat en förändring i mitt hjärta."
Moretz kommenterade, "Det är en film. Om du ska tro och bli påverkad av en actionfilm, bör du inte se Pocahontas eftersom du kommer att tro att du är en Disney-prinsessa. Om du är så lätt svängd, kanske du ser När lammen tystnar och tror att du är en seriemördare. Det är en film och det är falskt, och det har jag vetat sedan jag var liten...Jag vill inte springa runt och försöka döda människor och svära. Om något, dessa filmer lär dig vad du inte ska göra."

## Framtid
Den juni 23 2019 tillkännagavs att en tredje film är under utveckling under Marv Studios, med Taylor-Johnson, Mintz-Plasse respektive Fonseca som kommer att återupprepa sina roller som Dave Lizewski / Kick-Ass, Chris D'Amico respektive Katie Deauxma, med Moretz som uttrycker tvivel om att hon skulle återupprepa sin roll som Mindy Macready / Hit-Girl på grund av hur den andra uppföljaren hanterades; den tredje filmen är tänkt att vara den sista filmen i den ursprungliga serien innan en reboot av Hit-Girl & Kick-Ass-serien produceras.
Netflix ryktas att utveckla Kick Ass-franchisen med fler mångfaldiga karaktärer.